# ایول (آلاباما)
ایول (به انگلیسی: Ewell) یک منطقهٔ مسکونی در ایالات متحده آمریکا است که در شهرستان داله، آلاباما واقع شده‌است. ایول۱۲۱٫۹۲ متر بالاتر از سطح دریا قرار دارد.